# Анабасис Антиоха
Анабасис Антиоха — военная кампания одного из выдающихся царей Селевкидской династии, Антиоха III Великого, направленная против восточных соседей государства Селевкидов: Армении, Парфии, Бактрии и районов Белуджистана. Поход был начат с целью восстановления границ державы Александра Македонского. В целом, Антиох добился значительных успехов на востоке, хотя и временных.

## Поход в Софену

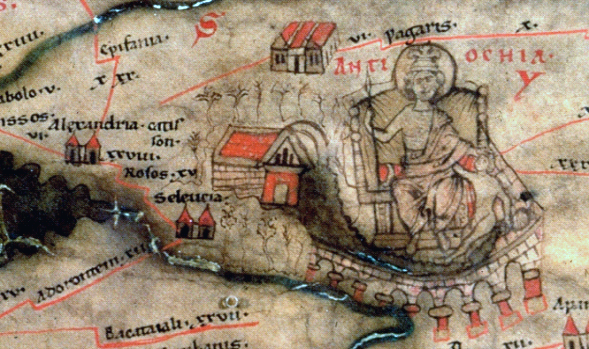
Карта Пейтингера, на которой изображены сирийская Антиохия, Александрия и Селевкия в IV веке до н.э

### Предыстория
Ещё ранее, после подавления восстания сатрапа Молона, Антиох III уже вынашивал планы восточного похода. Однако первоначально он обратил своё внимание на противостояние с Египтом, где правил Птолемей IV, которого Антиох считал слабым и бездарным правителем. Кампания против Птолемеев принесла Антиоху лишь частичный успех и в целом завершилась поражением.
Затем Антиоху пришлось подавить восстание своего троюродного брата Ахея в Малой Азии. В 214 году до н.э. он захватил Сарды, где укрывался Ахей. После этого Антиох начал подготовку к восточной экспедиции, первым направлением которой стала Армения.

### Поход в Софену
В 212 году до н.э. умер армянский царь Ксеркс, правитель Софены и Коммагены. В это время Армения была разделена на три части: Великое Армянское царство, Софену и Малую Армению, поэтому она не представляла собой единого политического целого. После смерти Ксеркса на престол в Софене взошёл его юный сын Абдиссар.
Причиной похода Антиоха III против Софенского царства стало стратегическое положение Коммагены: Ксеркс контролировал её территорию, что позволяло ему потенциально разорвать Селевкидское государство на две части, отрезав Сирию от Малой Азии. После смерти Ксеркса, при отсутствии сильного правителя, царство представляло собой лёгкую добычу. Антиох воспользовался ситуацией и двинулся к столице Софены — городу Аршамашату. Не дожидаясь осады, Абдиссар сдался.
Для закрепления власти в регионе Антиох выдал свою дочь Антиохиду, также подростка, замуж за Абдиссара. Этот союз имел не только политический, но и стратегический характер: дочь Антиоха, исполняла роль информатора при дворе Софены.
Спустя 12 лет, в 200 году до н.э., во время войны Антиоха против Птолемея V, до него дошли сведения о том, что Абдиссар готовит восстание. Антиох прервал кампанию и направился в Софену. Он осадил столицу, казнил Абдиссара и спас свою дочь. После этого он провёл краткую военную кампанию против Великой Армении, где правил Ерванд IV. Его предал собственный полководец Арташес (Артаксий) I, что позволило Антиоху в том же 200 году до н.э. установить контроль над всей Арменией.

## Поход в Парфию

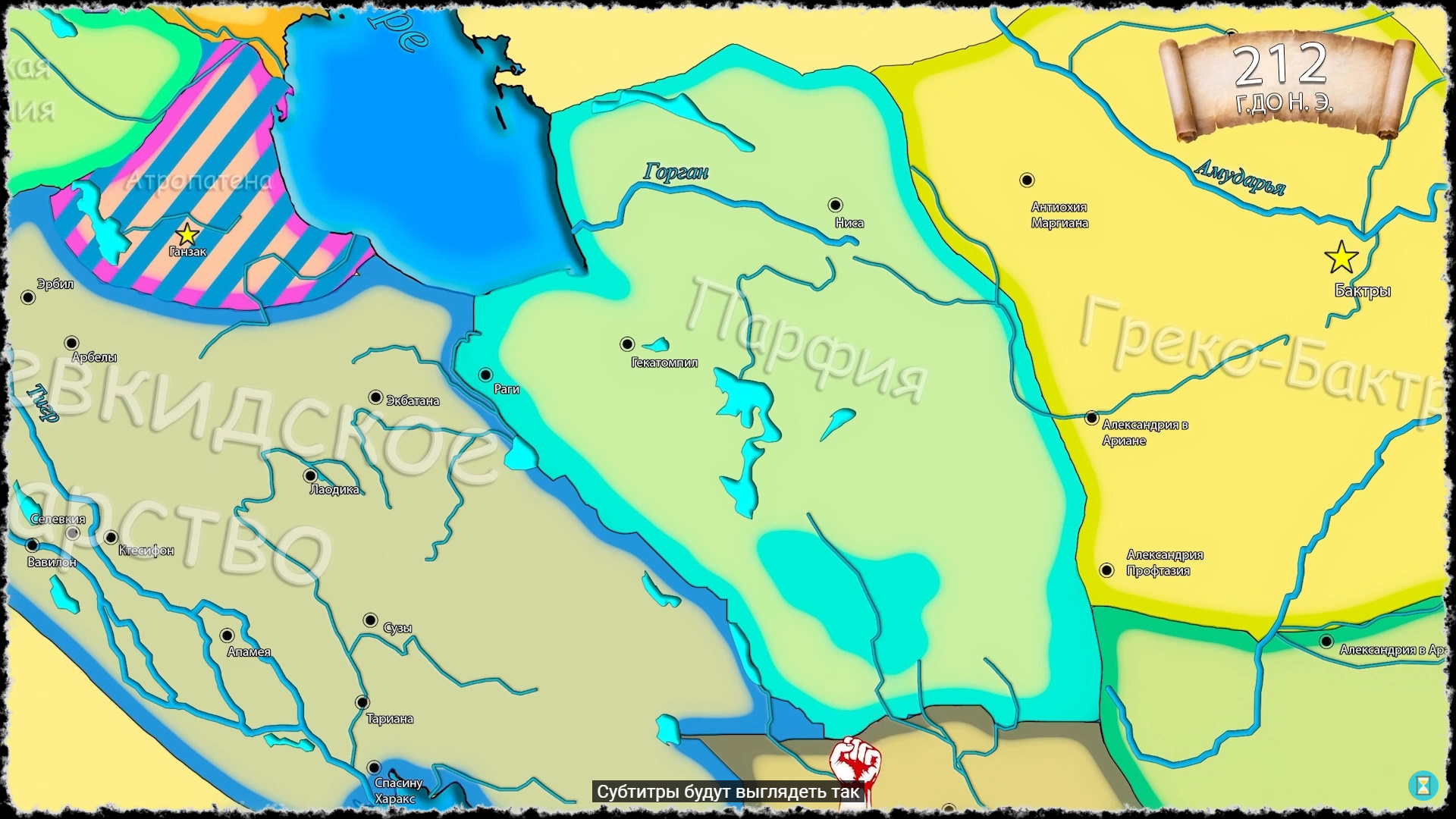
Парфия на момент начала похода

В 210 году до н. э. правитель Парфии Артабан I из династии Аршакидов вторгся в Мидию и разорил её столицу — Экбатану. Антиох III немедленно отреагировал и начал восточную кампанию против Парфии, которая с этого момента перестала активно сопротивляться Селевкидам в открытом поле.
Согласно различным источникам, численность армии Антиоха оценивается по-разному. Юстин сообщает о 100 тысячах пехотинцев и 20 тысячах всадников — очевидное преувеличение. Исследователь Баркоква приводит более умеренные оценки — 50–60 тысяч, но и сам признаёт, что эти числа могли быть завышены, так как такая армия могла серьёзно истощить ресурсы империи. Однако, учитывая отсутствие внешней угрозы и тот факт, что при Магнезии Антиох смог собрать схожую армию, эта цифра представляется наиболее вероятной, хотя и несколько завышенной. Полибий не приводит конкретных данных о численности.
В амбициях Антиоха было не только подчинение Парфии и Бактрии, но и достижение границ реки Инд, а также подавление восстаний в Кермане и Гедросии. В 209 году до н. э. Антиох начал кампанию против Артабана. Во время перехода через пустыню Деште-Кевир он, несмотря на мелкие стычки с парфянской конницей, сумел занять все ключевые колодцы региона и осадил столицу Парфии — Гекатомпил.
Однако вскоре пришло тревожное известие: на севере Гирканские племена поддержали Артабана. Оставлять тыл незащищённым было опасно, и Антиох повернул к Гиркании.

### Битва у Гиркании
В узкой долине, по которой проходила армия Антиоха, передовые отряды землекопов расчищали путь, за ними следовали основные силы. Когда армия вошла в горный проход, она попала в засаду. Однако это оказался лишь гирканский авангард. Вспомогательные отряды Селевкидов каким-то образом сумели занять вершины гор на левом фланге и обрушились сверху на врага. Правое крыло гирканцев, изо мало численность, была разбита, и началось их бегство. Первый день завершился победой Антиоха.
На следующий день селевкидская армия столкнулась с основными силами гирканцев. Фаланга пыталась прорваться, но потерпела поражение, и Антиох отступил. Обе стороны понесли тяжёлые потери. Итог второго дня — ничья.
На третий день Антиох проявил военную хитрость: ночью вспомогательные отряды вновь обошли горы и ударили по левому флангу. Упавший боевой дух заставил гирканцев отступить. После победы Антиох захватил города Тамбрак и Сиринк, в которых не было стен, но имелись крупные запасы продовольствия.
Затем он начал подготовку к решающему столкновению с Артабаном. На этом месте прерывается сохранившаяся рукопись Полибия, и дальнейшие события известны лишь из разрозненных и поздних источников.
По имеющимся сведениям, Антиох вновь подошёл к Гекатомпилу, где произошло сражение с армией Артабана. Парфяне были наголову разбиты, а сам Артабан с остатками войска отступил в некий город в Хорасане, название которого не сохранилось.
Антиох начал осаду города, однако в это время Артабану удалось наладить контакт с греко-бактрийским царём Эвтидемом I. Тот, осознав угрозу от Селевкидов, двинул армию на помощь Артабану. В ответ Антиох снял осаду и направился к реке Ария — на территорию Бактрии.

## Поход в Бактрию

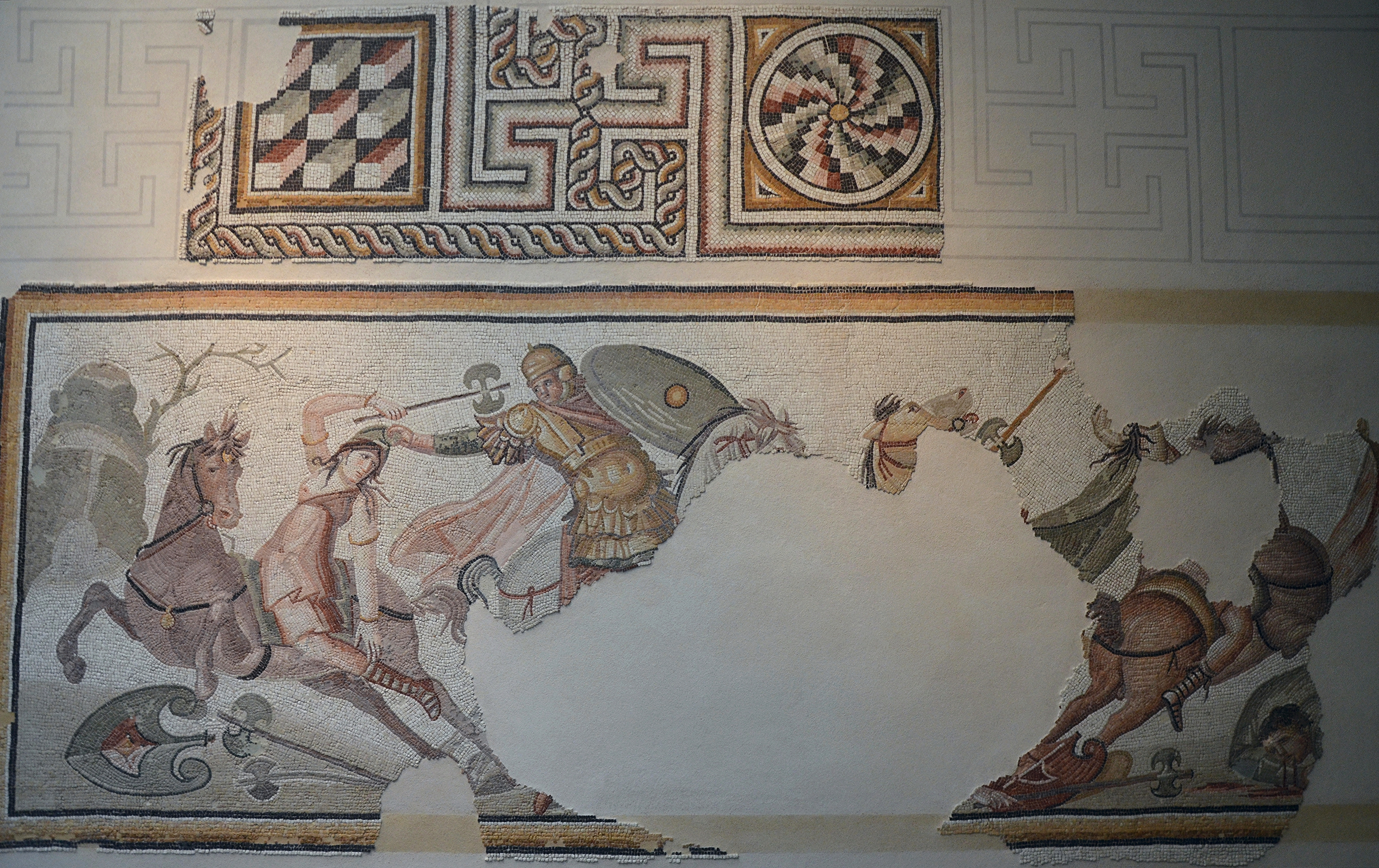

После известия о прибытии войск греко-бактрийского царя Эвтидема I к реке Арий (совр. р. Герируд) — на границе Парфии и Бактрии — Антиох III поспешил навстречу, чтобы дать генеральное сражение.

### Битва при Арии (208 до н. э.)
Передовые отряды бактрийской кавалерии заняли позиции у реки, а часть войск заняла близлежащий город. Об этом донесли разведчики Антиоха. Царь лично, с отрядом кавалерии и лучников, внезапно выдвинулся к реке ночью, надеясь нанести удар по разрозненным силам врага.
На рассвете селевкидский авангард атаковал, и бактрийцы, охранявшие реку, отступили. Однако вскоре подошла основная кавалерия Эвтидема, и разгорелось полноценное сражение. Первоначально ни одна из сторон не имела явного преимущества. Вскоре на поле боя прибыла главная армия греко-бактрийцев под командованием самого Эвтидема. Авангард Антиоха начал отступать к реке, сам царь сражался в первых рядах. В разгар боя его лошадь была убита, и Антиох продолжил бой пешим. Один из бактрийцев метнул копьё, которое ударило в шлем и рассекло щёку Антиоха, выбив несколько зубов. Потеряв сознание от боли и крови, царь едва не погиб, но в этот момент подошли основные силы селевкидов, значительно превосходившие противника численно.
Антиох был эвакуирован к медикам, а греко-бактрийцы начали отступление. В ходе погони селевкиды нанесли тяжёлые потери врагу, и армия Эвтидема была наголову разбита.
Вскоре после этого, в том же 208 году до н. э., Антиох заключил мир с Парфией. Артабан, потеряв поддержку и гирканцев, и Эвтидема, отступил в глубь Парфии за реку Атрек. Он признал верховенство Селевкидов, обязался выплачивать дань, поставлять воинов в армию Антиоха и отказался от всех территорий, завоёванных его предками в Хорасане и Иране. Парфия сохранилась в пределах современного Туркменистана и Каспийского побережья как вассальное образование.

### Осада Бактры и мир с Эвтидемом
После победы над парфянами Антиох направился к столице греко-бактрийского царства — городу Бактры (совр. Балх в Афганистане). Дальнейшие события описаны в источниках противоречиво. По одной версии, осада длилась два года, однако это представляется маловероятным: ни у Селевкидов не было столь длительных ресурсов, ни у города — достаточной обороноспособности для столь затяжной осады. Наиболее вероятной считается версия о годичной осаде.
За это время некоторые южные сатрапии откололись от Бактрии, а с севера надвигалась новая угроза: из степей приходили кочевники — Юэчжи и кушанские племена, вытесняемые хунну во главе с Модэ. Это поставило Эвтидема перед угрозой вторжения и распада царства.

В 207 году до н. э. Эвтидем I предложил дипломатическое соглашение. Согласно его аргументации, которая звучала следующим образом:
"Сирийцам не выгодно уничтожать Бактрийское Царство, оно, важный оплот эллинов на востоке, недавно, он своими руками справился с анархией и объединив царство, сейчас она разваливаться, и Антиох этот распад остановить не способен, Но это даже не главное, через реку Яксар (Сырдарья), переправляется грозный отряд кочевников и главной силой тяжёлой кавалерия, сметающая все на своем пути, Если Антиох уничтожить Бактрию ему придется поселится здесь, и всю жизнь воевать с Юэчжи, А так на эту проблему берет на себя Эвтидем".
Антиох оценил эти доводы и согласился. Осада была снята, Эвтидем получил признание своего царского титула (Басилевс), и, вероятно, с селевкидской поддержкой позже разбил кочевников и отбросил их обратно в Трансоксанию.
Антиох остался в Бактрии ещё на год, контролируя выполнение условий договора. Убедившись в верности Эвтидема, он покинул регион, оставив Бактрию в статусе полу-независимого, но лояльного эллинистического царства.

## Туманный поход
Дальнейшие действия Антиоха уходят во тьму преданий и предположений. В 206 году до н.э., после отхода от Греко-Бактрийского царства, Антиох двинулся в Арахозию, повторяя путь Александра Македонского. Там он встретился с местным индийским правителем Софагасеном. Тогдашняя империя Маурьев была уже настолько феодально раздроблена и ослаблена, что после Ашоки власть маурийских царей почти ничего не значила — то ли из-за их слабости, то ли потому, что их заранее ставили под контролем.
Антиох заключил с Софагасеном сделку: тот признаёт его верховную власть, даёт боевых слонов и приносит клятву верности, а Антиох, в свою очередь, предоставляет Софагасену протекторат. Затем Антиох двинулся на юг, по всей видимости достиг реки Инд и пересёк Сулеймановы горы. Предположительно, в Александрии у Инда он построил корабли, чтобы разделить армию: часть пошла по морю, а часть — по суше. Это был грандиозный пиар-ход, подчёркивающий его как наследника Александра Великого.
По пути сухопутная армия захватила у Маурьев Гедросию и в 205 году до н.э. подавила сепаратистские настроения в регионе. В том же году были подавлены восстания и в Кермане.
Антиох, находившийся на флоте, не остановился: у берегов Персидского залива он осадил город Герра и потребовал у местных жителей дань. Спустя год он с остатками флота вернулся из Персидского залива в Сирию. В 204 году до н.э. основная армия достигла Антиохии, завершив свой впечатляющий поход.

## Последствия

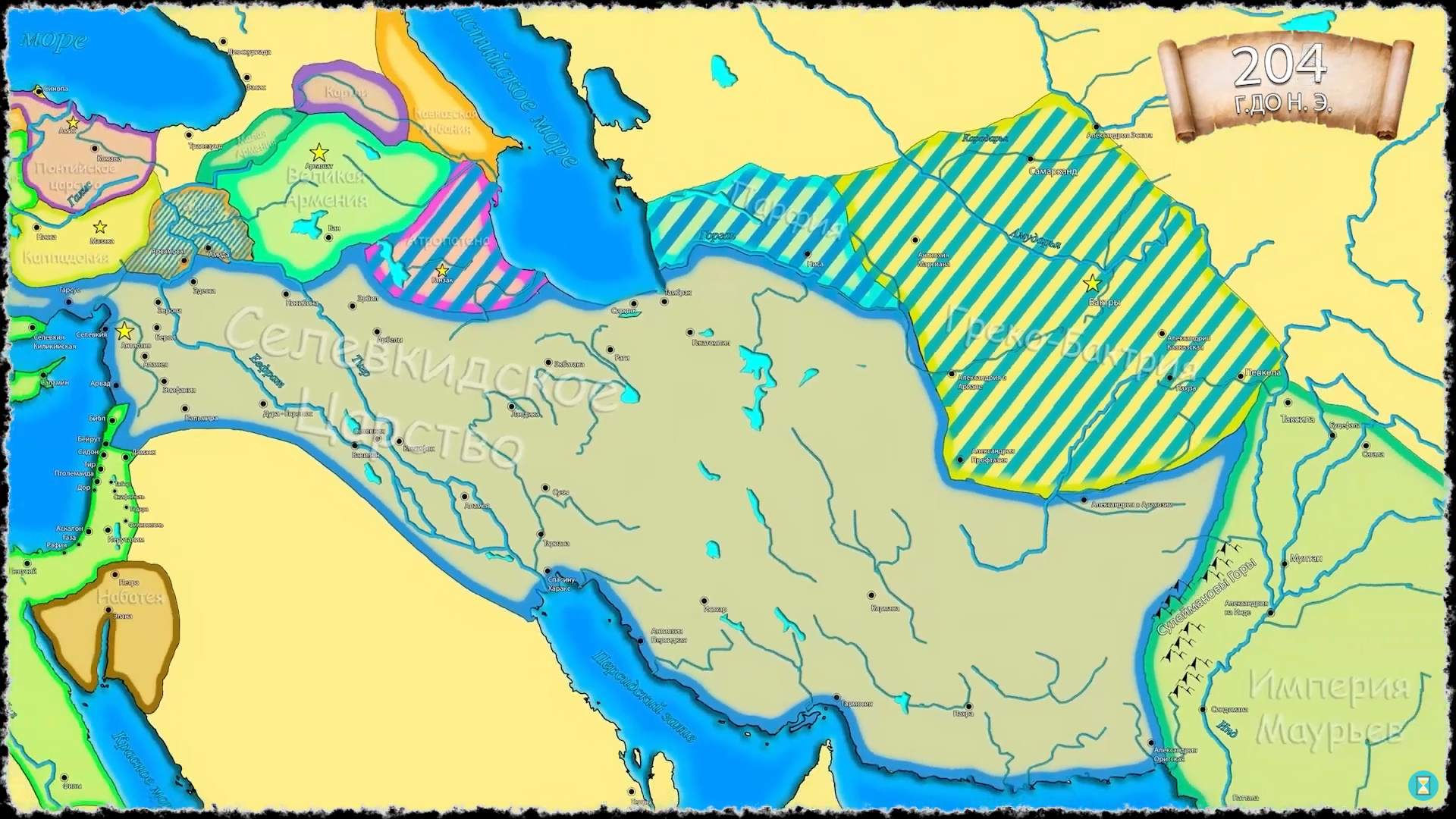
Карта Селевкидов после Анабасиса

В течение семи лет Антиох III смог вернуть под контроль Селевкидов все восточные территории, когда-то подвластные Селевку I Никатору. Более того, он достиг того, чего в будущем не смог достичь ни один из его преемников. Однако, несмотря на масштаб и кажущуюся прочность этих успехов, они оказались лишь временными.
Современники прозвали Антиоха «Великим» — титул, который традиционно присваивался лишь тем эллинистическим правителям, которые совершали победоносные походы на Восток. Среди них — только Александр Македонский и, с определённой исторической натяжкой, сам Антиох III.
Как уже упоминалось, несмотря на формальное подчинение, восточные сатрапии сохраняли значительную автономию. После поражения Селевкидов в битве при Магнезии (190 год до н.э.), процесс их фактической независимости ускорился. Первой отпала Армения, за ней — Атропатена. После смерти Антиоха в 187 году до н.э. Бактрия и Парфия следующие вышли из состава империи. Что касается Арахозии, её дальнейшая судьба остаётся менее ясной, но согласно данным, к 185–184 гг. до н.э. она была захвачена Греко-Бактрийским царством.